# پارک ماتسپر
پارک ماتسپر (به انگلیسی: Motspur Park) یک ناحیه در بریتانیا است که در منطقه سلطنتی کینگستون آپون تیمز واقع شده‌است. پارک ماتسپر ۹٬۸۶۲ نفر جمعیت دارد.